# Barguelonne
Barguelonne é um rio localizado na França.